# Peter Schmid (ski)
Pour les articles homonymes, voir Peter Schmid et Schmid.
Peter Schmid est un coureur suisse du combiné nordique, un fondeur et sauteur à ski né le 26 juillet 1898 et mort à une date inconnue.

## Biographie
En 1915, il se classe deuxième derrière Hans Klopfenstein d'une course à Gstaad. En 1921 à Adelboden, il termine troisième du championnat de Suisse de ski derrière Hans Eidenbenz et Hans Bertsch. En juillet 1921, il domine un concours de saut, avec un bond à 24 m, sur le Jungfraujoch.
Il prend part aux Jeux olympiques d'hiver de 1924 dans trois sports, ski de fond, combiné nordique et saut à ski.

## Résultats

### Jeux olympiques
| Épreuve / Édition | Épreuve / Édition | Chamonix 1924 |
| ----------------- | ----------------- | ------------- |
| Combiné nordique  | Combiné nordique  | 11e           |
| Saut à ski        | Saut à ski        | 18e           |
| Ski de fond       | 18 km             | 14e           |

### Championnats de Suisse
Il remporte un titre en 1922. En 1921, il termine troisième derrière Hans Eidenbenz et Hans Bertsch.